# Limerick F.C.
Limerick FC (irl. Cumann Peile Luimnigh) to klub piłkarski w irlandzkim mieście Limerick, założony w roku 1937. W 1977 r. klub zmienił nazwę na Limerick United i grał pod tą nazwą do roku 1983. W latach 1983–1992 klub występował pod nazwą Limerick City, w roku 1992 powrócił do pierwotnej nazwy Limerick FC. Irlandzka federacja piłkarska FAI nie przyznała Limerick FC licencji na grę w Eircom League w sezonie 2006-07. Dla utrzymania piłki w mieście, utworzył się komitet Soccer Limerick który wystąpił o licencje do FAI dla klubu Limerick 37 i tę licencje otrzymał. Obecnie klub gra w ekstraklasie irlandzkiej, PremierDivision. W ostatnich latach powrócił do nazwy Limerick FC. W 2014 roku zadebiutował jako Limerick FC w ekstraklasie, z której spadł rok później. Jednakże w sierpniu 2016 roku na 2 miesiące przed końcem rozgrywek First Division zapewnił sobie powrót do elity, to efekt 21 z 28 rozegranych meczów, w których jako jedyny nie przegrał i lepszego bilansu bezpośrednich spotkań od UC Dublin.

## Sukcesy
- mistrzostwo Irlandii: 1960, 1980
- puchar Irlandii: 1971, 1982
- puchar Ligi Irlandii: 1977, 1993, 2002

## Europejskie puchary
Legenda do wszystkich tabel:
- Q – runda eliminacyjna, 1/16, 1/8, 1/4, 1/2 – odpowiednia faza rozgrywek, Grupa – runda grupowa, 1r gr – pierwsza runda grupowa, 2r gr – druga runda grupowa, F – finał, R – runda, PO – play-off
- k. – rzuty karne, los. – losowanie, Dogr. – dogrywka, w. – zasada bramek strzelonych na wyjeździe

| Sezon   | Rozgrywki                 | Runda | Przeciwnik     | Dom | Wyjazd | Ogólnie |
| ------- | ------------------------- | ----- | -------------- | --- | ------ | ------- |
| 1960/61 | Puchar Europy             | Q     | BSC Young Boys | 0–5 | 2–4    | 2–9     |
| 1965/66 | Puchar Zdobywców Pucharów | 1R    | CSKA Sofia     | 1–2 | 0–2    | 1–4     |
| 1971/72 | Puchar Zdobywców Pucharów | 1R    | Torino FC      | 0–1 | 0–4    | 0–5     |
| 1980/81 | Puchar Europy             | 1R    | Real Madryt    | 1–2 | 1–5    | 2–7     |
| 1981/82 | Puchar UEFA               | 1R    | Southampton    | 0–3 | 1–1    | 1–4     |
| 1982/83 | Puchar Zdobywców Pucharów | 1R    | AZ Alkmaar     | 1–1 | 0–1    | 1–2     |